# گالیاکبروو
گالیاکبروو (انگلیسی: Galiakberovo) یک شهرک در شهرستان بورزیانسکی باشقیرستان کشور روسیه است.